# أكسل هاغن
أكسل هاغن (بالنرويجية البوكمول: Aksel Hagen)‏ هو سياسي نرويجي، ولد في 4 أكتوبر 1953 في ستانغ في النرويج. حزبياً، نشط في الحزب الاشتراكي اليساري وحزب الوسط. وقد انتخب عضو برلمان النرويج ‏.